# 福岡県道82号久留米立花線
福岡県道82号久留米立花線（ふくおかけんどう82ごう くるめたちばなせん）は、福岡県久留米市から八女市に至る県道（主要地方道）である。福岡県道752号藤山国分一丁田線の区間も含めて、藤山線という通称がある。

## 概要
久留米市上津町から八女市立花町兼松に至る。
久留米市上津町で国道3号から別れ、国道3号にほぼ並行して八女郡広川町・八女市を通り、八女市立花町の中心部より南側の兼松地区で再び国道3号に合流する。
八女郡広川町や八女市の一部区間では著しく離合が難しいほど道幅が狭い場所もある。しかしながら久留米市から八女市東部（黒木町など）や八女市南部（立花町など）の間では国道3号に比べこちらのほうが近道であり、また国道3号の渋滞・混雑を避けるために交通量は極めて多い。
なお、八女市内は大型車の通行が制限されている。

### 路線データ
- 起点：福岡県久留米市上津町（国道3号交点）
- 終点：福岡県八女市立花町兼松（国道3号交点）

## 歴史
- 1993年（平成5年）5月11日 - 建設省から、県道久留米立花線が久留米立花線として主要地方道に指定される[1]。

## 路線状況

### 重複区間
- 福岡県道795号湯辺田八女線（八女市津江・後ノ江交差点 - 八女市柳島）

### 道路施設

#### 橋梁
- 清楽橋（高間川、久留米市）
- 上屋形橋（長延川、八女郡広川町）
- 六田橋（広川、八女郡広川町）
- 川原田橋（井手口川、八女郡広川町）
- 新松ノ井手橋（山ノ井川、八女郡広川町）
- 尺取橋（八女市）
- 惣田橋（八女市）
- 星野川橋（星野川、八女市）
- 上矢部川橋（矢部川、八女市）
- 原島橋（柳川用水路、八女市）
- 兼松橋（辺春川、八女市）

## 地理

### 通過する自治体
- 久留米市
- 八女郡広川町
- 八女市

### 交差する道路
| 交差する道路                                     | 市町村名 | 市町村名 | 交差する場所 | 交差する場所     |
| ------------------------------------------------ | -------- | -------- | ------------ | ---------------- |
| 国道3号 国道325号 重複                           | 久留米市 | 久留米市 | 上津町       | 起点             |
| 福岡県道752号藤山国分一丁田線                    | 久留米市 | 久留米市 | 藤山町       | 藤山三差路交差点 |
| 福岡県道84号三潴上陽線                           | 八女郡   | 広川町   | 大字吉常     | 広川町吉常交差点 |
| 国道442号 福岡県道795号湯辺田八女線 重複区間起点 | 八女市   | 八女市   | 津江         | 後ノ江交差点     |
| 福岡県道795号湯辺田八女線 重複区間終点           | 八女市   | 八女市   | 柳島         |                  |
| 福岡県道715号湯辺田瀬高線                        | 八女市   | 八女市   | 立花町谷川   |                  |
| 国道3号 国道325号 重複                           | 八女市   | 八女市   | 立花町兼松   | 終点             |

### 沿線
- 祐誠高等学校（旧・久留米工業大学付属高等学校）
- 久留米市立青陵中学校
- 久留米カントリークラブ
- 里の駅広川くだもの村
- 星野川
- 矢部川
- 八女市立立花中学校
- 八女市立立花小学校

## 藤山線
冒頭記述のごとく、福岡県道752号藤山国分一丁田線と県道82号を併せて、県道藤山線と呼ばれている。逆に、県道82号の起点から福岡県道752号藤山国分一丁田線交点までの区間は、周辺住民の間では主要地方道や県道という認識は薄く、国道3号と藤山線をつなぐ迂回路のうちの一つとしか見られていない（以下県道82号と異なる点のみ記述）。
- 起点：福岡県久留米市高良内町鑓水

### 交差する道路
- 福岡県道86号久留米筑後線（久留米市高良内町、聾学校前交差点）

福岡県道86号久留米筑後線経由で国道210号や国道322号、九州自動車道 久留米IC方面へ向かう車が多く、福岡県道86号久留米筑後線、福岡県道752号藤山国分一丁田線、県道82号を併せて久留米市街地に対する環状道路の役割がある。

### 沿線
- 久留米大学医療センター
- 陸上自衛隊久留米駐屯地
- 久留米聾学校
- 久留米市斎場（火葬場）